# Station Cementownia Ożarów
Station Cementownia Ożarów is een goederenstation van een cementfabriek in de Poolse plaats Ożarów.